# Techmessodes picticornis
Techmessodes picticornis es una especie de coleóptero de la familia Pyrochroidae.

## Distribución geográfica
Habita en Nueva Zelanda.